# Гај II де ла Рош
Гај II де ла Рош, такође познат као Гујо или Гвидото (1280 – 5. октобар 1308), био је војвода Атине од 1287. године, последњи војвода из његове породице. Преузео је власт као малолетник смрћу свог оца, војводе Вилијама I, у време када је Атинско војводство по богатству, моћи и важности надмашило Кнежевину Ахају.

## Младост
Гај II је био једини син војводе Вилијама I де ла Роша и војвоткиње Хелене Анђел Комнин. Војвода Вилијам I је био млађи брат војводе Јована I који је умро, без деце, па га је наследио млађи брат, 1280. године. Његов брак са Хеленом, ћерком севастократора Јована I Дуке, грчког владара Тесалије, донео је антивизантијски савез између Атине и Тесалије око 1274. године. Војвода Вилијам I је признао суверенитет анжујских монарха Краљевине Сицилије, који су такође владали Ахајском кнежевином јужно од Атине.
Војвода Гај II је још био малолетан када му је отац умро 1287. године. У првим годинама његове владавине старатељство над њим вршила је његова мајка. Заклела се на верност напуљском краљу Карлу II, али након што је краљ Карло II доделио Ахају Изабели Вилардуен и њеном мужу Флорану од Ено, игнорисала је краљеве наредбе да призна њихову власт. Крајем 1291. године, удала се за Хјуа од Бријена који је држао важне феуде у Напуљском краљевству. гроф Хју је постао намесник војводе Гаја II и није признао власт ахајских кнежева.

## Владавина
Војвода Гај II је постао пунолетан јуна 1294. године. Бонифације од Вероне га је прогласио за витеза на скупштини бискупа и барона 24. јуна. Отприлике две недеље касније, краљ Карло II је именовао два заменика да приме Гајеву вазалну заклетву. Краљ се пред крај јула предомислио: објавио је да војвода Гај II дугује послушност кнегињи Изабели и кнезу Флорану, јер су они Гајеви директни господари. Краљ Карло II је такође забранио Гајевим вазалима да се закуну на верност војводи Гају II пре него што је војвода Гај II одао почаст кнежевима Ахаје.
Краљ Карло II је направио нове аранжмане када је 13. августа 1294. године, препустио своје право на власт над кнежевином Ахајом, Атином и другим балканским територијама свом млађем сину кнезу Филипу I од Тарента. Када је навео и Ахају и Атину у свом писму даровнице свом сину, краљ је имплицитно признао да је војвода Гај II требало да положи вазалну заклетву директно кнезу Филипу I. Кнегиња Изабела и кнез Флорент су протестовали, али се гроф Хју од Бријене заклиње на верност кнезу Филипу I у Гајево име.
Гајеви ујаци, севастократори Константин Дука и Теодор Анђел, напали су свог западног суседа, Епирску деспотовину у пролеће 1295. године. Пошто је епирски владар деспот Тома I Комнин Дука био зет кнеза Филипа I Тарентског, краљ Карло II је наредио кнезу Флоренту и војводи Гију II да покрену заједнички војни поход против Тесалије, али нису могли спречити севастократоре Константина и Теодора да заузму епирске земље. Гроф Хју од Бријена је био Гајев заштитник на двору краља Карла II, али је неочекивано умро 9. августа 1296. године. Кнегиња Изабела, која је боравила у јужној Италији, убедила је краља Карла II да поново нареди војводи Гају II да се закуне на верност њој и њеном мужу. Краљ Карло II је 1. октобра 1296. године, запретио војводи Гају II конфискацијом његовог војводства ако не послуша његову заповест. Војводе Гаја II однос са мајком је такође постао напет и он је запленио делове њеног мираза. Кнез Филип I од Тарента је наредио војводи Гају II да јој врати имовину, али је он игнорисао Филипова наређења. 
Кнез Флорент је умро почетком 1297. године, а утицајни ахајски господар, барон Никола III од Светог Омера, убедио је удовицу кнегињу Изабелу да војводи Гају II предложи руку своје једине ћерке Матилде. Трогодишња Матилда је послат у Атину, али је краљ Карло II протестовао против брака. Он је 3. јула 1299. године, подсетио војводу Гаја II да се наследница Ахаје не може удати без његовог пристанка, и наредио је војводи Гају II да је врати њеној мајци. Краљ Карло II је такође интервенисао у Гајевом сукобу са његовом мајком, наредивши му да врати њен мираз 31. јула. Кнегиња Изабела и војвода Гај II су се већ обратили папи Бонифацију VIII да санкционишу Гајев брак, јер су војвода Гај II и мајка његове невесте биле рођаке. Папа је одобрио неопходну диспензацију 9. августа. Пошто је био папин вазал, краљ Карло II је морао да прихвати папину одлуку и да пристанак на брак 20. априла 1300. године. На Гајев захтев, краљ је већ забранио Гајевој мајци да без његовог пристанка прода два града која су била део њеног мираза.
Севастократори Константин Дука и Теодор Анђел су умрли 1302. или 1303. године, а Константинов малолетни син Јован II Дука наследио је Тесалију. Севастократор Константин је поставио војводу Гаја II за намесника за севастократора Јована II, а војвода Гај II је именовао Грка по имену Бутомит да влада Тесалијом. Епирци су упали у Тесалију и заузели гранични замак Фанари. Војвода Гај II је окупио атинске и тесалске трупе и такође убедио барона Николу III од Светог Омера да се придружи војном походу на Епир. Њихове уједињене војске су марширале чак до Каламбаке. Деспина Ана Палеолог Кантакузин, која је владала Епиром у име свог малолетног сина, понудила је 7.000 хиперпира војводи Гају II и 3.000 хиперпира барону Николи III од Светом Омера ако напусте поход. Пошто је и она обећала да ће се одрећи Фанарија, тесалски господари су убедили војводу Гаја II да прихвати њену понуду. Међутим, војвода Гај II и барон Никола III Свети Омер нису распустили војску, јер су их тесалски господари наговорили да уместо њих упадну на византијске територије у Македонији. Убрзо након што је њихова војска прешла границу и претходница се приближила Солуну, византијска царица Ирене од Монферата послала им је изасланике и наговорила их да се врате без битке. Царица је хтела да заузме Епир и Тесалију и да их преда својим синовима Јовану и Теодору, али је војвода Гај II одбио да склопи савез са њом.
Године 1307, војвода Гај II је проглашен за баила Ахаје од стране њеног новог кнеза, Филипа I од Тарента. Владао је добро, али једва годину дана, умро је 5. октобра 1308. у 28. години. Био је поштован и познат по свом витештву и манирима, типичним за франачке дворове који су опстали у Грчкој. Сахрањен је у манастиру Дафни поред својих предака. Није оставио наследнике и лоза војвода Де ла Рош је се његово смрћу угасила; Атина је била спорна међу супарничким претендентима све док скупштина војводства није изабрала грофа Валтера V од Бријена за новог војводу.